# جوري بكر
جوري بكر (مواليد محافظة الإسكندرية) هي ممثلة ومقدمة برامج وعارضة أزياء مصرية، دخلت إلى مجال التمثيل سنة 2020 من خلال عدة مسلسلات مصرية ناجحة أبرزها مسلسل البرنس بطولة محمد رمضان وليه لأ بطولة أمينة خليل، قبل أن تحقق شهرة عربية واسعة من خلال المسلسل المصري الناجح جعفر العمدة بطولة محمد رمضان وإخراج محمد سامي والذي تربع على عرش الدراما العربية عام 2023.

## النشأة
جوري بكر فتاة مصرية ولدت في محافظة الإسكندرية، ثم انتقلت إلى دبي منذ خمسة أعوام بعدما أنهت دراستها بكلية الإعلام قسم الإذاعة والتليفزيون وعملت بأكثر من عمل في الإمارات ولكنها اتجهت إلى مجال الإعلام وبدأت العمل في شركات الدعاية عارضة أزياء ومن ثم موديل في أحد الكليبات ومن ثم عملت مذيعة في قناة زي تي في 

## أعمالها

### المسلسلات
- 2020: البرنس
- 2020: ليه لأ
- 2020: لؤلؤ
- 2021: موسى
- 2021: لحم غزال
- 2021-2022: قواعد الطلاق ال 45
- 2022: رانيا وسكينة
- 2023: جعفر العمدة
- 2024: مسار إجباري
- 2024: برغم القانون
- 2025: المداح الجزء الخامس (أسطورة العهد)
- 2025: سيد الناس
- 2025: شباب امرأة

### أفلام
- 2022: تحت تهديد السلاح

## البرامج
| البرنامج                  | عرض على                                      | العام            |
| ------------------------- | -------------------------------------------- | ---------------- |
| عرب وود                   | روتانا سينما \| المؤسسة اللبنانية للإرسال \| | 2022 لغاية اليوم |
| المؤسسة اللبنانية للإرسال |                                              |                  |

## وصلات خارجية
- جوري بكر على موقع IMDb (الإنجليزية)
- جوري بكر على موقع IMDb (الإنجليزية)
- جوري بكر على موقع الدهليز
- جوري بكر على موقع قاعدة بيانات الأفلام العربية